# András Adorján
András Adorján (født 26. september 1944 i Budapest) er en ungarsk fløjtenist. Han er internationalt anerkendt for sin klangfulde tone og udtryksfulde frasering. 
András Adorján flyttede i 1956 med familien til København, hvor han senere uddannede sig til tandlæge. Sine parallelle musikstudier færdiggjorde han hos de legendariske musikere Aurèle Nicolet og Jean-Pierre Rampal. Han bosatte sig i 1974 i München. 
I 1969 modtog han to internationale udmærkelser: Jacob Gade Prisen i København og  "Concours International de Flûte” i Montreux. De blev i 1971 efterfulgt af førsteprisen ved "the Concours International de Flûte” i Paris, hvilket var indledningen til en international karriere, hvor han optrådte som solist verden over med de fornemste kammer- og symfoniorkestre.   
Mellem 1970 og 1987 virkede han som førstefløjtenist  i symfoniorkestrer i Stockholm, Köln, Baden-Baden og München. I 1987 fik han en professortitel ved Hochschule für Musik Köln og har siden 1996 undervist som professor ved Hochschule für Musik München.
András Adorján er en velset gæst ved musikfestival. Han arbejder på at udbrede fløjterepertoiret. Dette har ledt til, at værker skrevet af Benda, Bloch, Danzi, Devienne, Doppler, Gieseking, Hummel, Mendelssohn, Mercadante, Moscheles, Reger, Reinecke, Roman, Silcher, Spohr, Zielche og Zinck er blev (gen)optaget. 
Nutidige komponister, som er blevet inspireret af Adorján og har skrevet musik for ham, er: Dieter Acker, Georges Barboteu, Gunnar Berg, Edison Denisov, Paul Engel, Jindrich Feld, Lars Graugård, Wilfried Hiller, Vagn Holmboe, Jan Koetsier, Noël Lee, Miklós Maros, Alfred Schnittke, Sven Erik Werner og Jörg Widmann. 
Mere end 90 indspilninger og CDer med hans musik er blevet udgivet af forskellige pladeselskaber. I 1988 blev han tildelt den tyske udmærkelse ”Prize of the Deutsche Schallplattenkritik” med henvisning til hans "eminente kunstnerskab".
1. ↑  Navnet er anført på svensk og stammer fra Wikidata hvor navnet endnu ikke findes på dansk.